# 挙党
| ウィキペディアには「挙党」という見出しの百科事典記事はありません（タイトルに「挙党」を含むページの一覧/「挙党」で始まるページの一覧）。 代わりにウィクショナリーのページ「挙党」が役に立つかもしれません。 |